# Linda Ikeji
Linda Ifeoma Ikeji (sinh ngày 19 tháng 09 năm 1980) là một blogger, nhà văn, doanh nhân và đồng thời là cựu người mẫu Nigeria. Cô được biết đến và nổi tiếng với blog cá nhân của mình.

## Niên thiếu và Trưởng thành
Ikeji sinh ra và lớn lên trong một gia đình Công giáo đến từ Nkwerre, bang Imo, Nigeria. Cô là đứa con thứ hai trong gia đình. Cô bắt đầu viết từ năm 10 tuổi. Cô học xong trung học năm 17 tuổi và năm 18 tuổi, cô đã đăng ký học tại Đại học Lagos, nơi cô học tiếng Anh. Để hỗ trợ gia đình và hỗ trợ bản thân thông qua trường học, cô có công việc bán thời gian là phục vụ bàn, người mẫu và nhà văn. Ikeji tốt nghiệp Đại học năm 2004. Năm 2006, cô bắt đầu viết blog như một sở thích của mình. Vào thời điểm đó, internet không nổi bật ở Nigeria và cô phải đăng bài của mình tại một quán cà phê mạng.

## Sự nghiệp chuyên nghiệp
Blog của Linda Ikeji rõ ràng là liên doanh lớn nhất của cô, tạo ra tài chính. Sau khi tốt nghiệp, Ikeji bắt đầu viết blog vào năm 2006. Cô đã trở thành một blogger hoạt động chuyên nghiệp vào năm 2007  bằng cách sử dụng tên miền phụ blogger lindaikeji.blogspot.com và sau đó có được tên miền của mình chính thức là www.lindaikejisblog.com.
Vào ngày 22 tháng 8 năm 2016, trên blog của mình, cô đã công bố việc tạo ra mạng truyền hình trực tuyến của mình, Linda Ikeji TV cùng với các thương hiệu khác mà cô đang thành lập. Linda Ikeji TV phát sóng nhiều chương trình khác nhau, từ chương trình trò chuyện, chương trình thực tế, phim truyền hình đến Phim. Mạng vừa sản xuất một số chương trình của chính cô vừa mua nội dung TV khác.
Linda Ikeji cũng mạo hiểm phát sóng radio trực tuyến. Nhà ga được vận hành từ Văn phòng truyền thông Linda Ikeji. Một số chương trình của nó được phát trực tiếp trên Linda Ikeji TV.
Linda Ikeji cũng đã mở một Nền tảng âm nhạc được gọi là LindaIkejiMusic, được ra mắt vào ngày 21 tháng 11 năm 2016, nhưng nó đã trở nên đóng băng sau ba tháng kể từ khi ra mắt 
Linda Ikeji đã ra mắt một nền tảng mạng xã hội có tên là Linda Ikeji Social trên tên miền LindaIkejiSocial.com, một sebsite do cô quản lý.
Ikeji điều hành một dự án phi lợi nhuận với tên gọi "Tôi thà tự làm; Không, cảm ơn". Trong cuộc phỏng vấn với HipTV, cô tiết lộ rằng thông qua dự án, cô hỗ trợ các cô gái trẻ ở độ tuổi 16, 25, những người có ý tưởng kinh doanh tuyệt vời và sẵn sàng dấn thân vào kinh doanh. Cô đã đưa ra số tiền NGN10.000.000 trong Giai đoạn 1 của dự án để tài trợ cho dự án này.

## Sự công nhận
Vào tháng 8 năm 2012, Forbes Châu Phi dành riêng để tôn vinh phụ nữ châu Phi trong tháng đó. Trong số đó, Forbes đã tóm tắt 20 phụ nữ nổi bật nhất châu Phi và vấn đề này có hồ sơ về hai phụ nữ trẻ Nigeria: Linda Ikeji, cũng như Chibundu Onuzo.
Linda Ikeji là xu hướng tìm kiếm Google lớn nhất ở Nigeria trong năm 2014. Cái tên Linda Ikeji là mục được tìm kiếm nhiều nhất bởi người dùng Google ở Nigeria 
Vào năm 2015, cô chuyển đến biệt thự triệu đô Naira của mình ., Một kỳ tích được nhiều người tôn vinh, đặc biệt là giới tính nữ ở Nigeria về sự thành công của cô.
Ikeji đã được BBC phỏng vấn về chương trình Tập trung vào Châu Phi của họ. Cuộc phỏng vấn được phát sóng vào ngày 25 tháng 9 năm 2012, đã gây chú ý dư luận.
Vào ngày 8 tháng 8 năm 2018, Linda Ikeji là một trong những nhân vật nổi tiếng được vào danh sách tiêu biểu của các quốc gia khác nhau trong nhiều ngành học, được trao bằng Tiến sĩ danh dự của Đại học Quốc tế Trinity ở Georgia cho công việc xuất sắc của mình trong Kinh doanh và Truyền thông ở Châu Phi. Những người khác được trao bao gồm Steve Egboro, nhà làm phim và quản lý sự kiện Nigeria, Chủ tịch Daily Times, Tiến sĩ Fidelis Anosike, Tiến sĩ Obeahon Ohiwerei, GMD / CEO của Keystone Bank Limited, luật sư nổi tiếng Mike Ozekhome và một vài người khác.

## Tranh cãi
Ikeji đã sáng tác nhiều bài viết gây tranh cãi bao gồm Chiến dịch #SaveMayowa và cả về những người nổi tiếng như Funke Akindele, Richard Mofe Damijo, Djimon Honsou, Wizkid và Tonto Dikeh. Cô cũng thực hiện các ấn phẩm gây tranh cãi về chính trị gia Doyin Okupe, người mô tả các ấn phẩm của cô viết về mình là phỉ báng.
Blog của Ikeji đã ngừng hoạt động vào ngày 08 tháng 10 năm 2014, nhưng được khôi phục vào ngày 10 tháng 10 năm 2014 vào khoảng nửa đêm bởi Google vì những lý do không được tiết lộ. Kola Ogunlade, một phóng viên của Google, cho biết: "Chúng tôi vi phạm chính sách rất nghiêm trọng vì các hoạt động như vậy làm giảm trải nghiệm cho người dùng của chúng tôi. Khi chúng tôi được thông báo về sự tồn tại của nội dung có thể vi phạm Điều khoản dịch vụ của chúng tôi, chúng tôi sẽ nhanh chóng xem xét nội dung đó và xác định xem nội dung đó có thực sự vi phạm chính sách của chúng tôi hay không. Nếu chúng tôi xác định là có, chúng tôi sẽ xóa ngay lập tức. " 

## Đời sống cá nhân
Ikeji nói rằng cô và cha của con trai mình, Sholaye Jeremi không phải là đối tác phù hợp. Cô đã vào blog của mình để viết chi tiết lý do tại sao mối quan hệ của cô với cha của con trai cô, người mà cô gặp vào tháng 12 năm 2015, đã không diễn ra như mong đợi (và cuộc sống cá nhân của họ đã gặp trắc trở).

## Danh hiệu và Giải thưởng
| Giải thưởng                                     | Năm  | thể loại                 |
| ----------------------------------------------- | ---- | ------------------------ |
| Giải thưởng Blog Nigeria NBA                    | 2013 | Blog giải trí hay nhất   |
| Giải thưởng phát thanh viên truyền hình Nigeria | 2013 | Trang web / blog của năm |